# كبوسين كبير
كبوسين كبير أو كبوسين أو أبو خنجر أو طرطور الباشا أو أم الدروع سَلبوت كبير أو سَلَبية كبيرة أو السلبونیات (الاسم العلمي: Tropaeolum majus) هو نوع من النباتات يتبع جنس الكبوسين من الفصيلة الكبوسينية.

## وصف
نبات عشبي حولي متسلق، مزهر متعدد الألوان، يمكن زراعته في الحدائق وعلى الشرفات طيلة فصلي الربيع والصيف ويستمر بالإزهار حتى تشرين الأول/أكتوبر وأحيانا حتى كانون الأول/ديسمبر في حال تأخر الصقيع والبرد الشديد حيث لا يتحمل هذا النبات الصقيع نهائياً، يبلغ متوسط طول النبات 2.5م وقد يصل إلى 4م كحد أقصى، يمكن زراعته في التربة العادية ولكنه يزدهر أكثر في التربة الفقيرة ولا يحتاج إلى أسمدة أو عناية خاصة بل إن الأسمدة قد تتسبب بالضرر للنبات فتوقف نموه أو تقضي عليه.
أوراقه خضراء باهتة مضلعة الشكل قابلة للأكل وذات طعم لاذع قليلاً كالرشاد، أما زهوره فقمعية الشكل متعددة الألوان صالحة للأكل أيضاً وذات طعم مر قليلاً كالجرجير ويمكن إضافتها في السلطات والأطعمة الباردة وكذلك في تزيين الأطباق، وهو من النباتات الغنية بالفيتامين سي ( Vitamin C )، اما البذور فيمكن تناولها على شكل المخلل وذلك بحفظها في الماء المملح والخل.
قبلَ زراعته يفضل نقع البذور في مياه فاترة لمدة 8 ساعات ثم زرعها في التربة لتسهيل وتسريع عملية الإنبات.

## الموطن
ينمو نبات أبو خنجر بشكل طبيعي على ضفاف الأنهار في مناطق غرب أمريكا الجنوبية في البرازيل والبيرو وكولومبيا حيث موطنها الأصلي، وقد جلبه الإسبان إلى القارة الأوربية منذ القرن السادس عشر لينتشر في معظم القسم الشمالي من الكرة الأرضية.